# Stanley Charles Harris
 (août 2017).
Si vous disposez d'ouvrages ou d'articles de référence ou si vous connaissez des sites web de qualité traitant du thème abordé ici, merci de compléter l'article en donnant les références utiles à sa vérifiabilité et en les liant à la section « Notes et références ».
Stanley Charles Harris, est un joueur anglais qui joue au FC Barcelone entre 1899 et 1906.

## Biographie
Harris joue au poste d'attaquant. Avec Barcelone, il joue 28 matchs.
Il est le premier joueur expulsé d'un match dans l'histoire du FC Barcelone. Cette expulsion a lieu le 11 février 1900 lors d'un match face au FC Català. L'incident provoque une bataille rangée entre les autres joueurs. Arthur Witty renonce à être capitaine du Barça après ces incidents.

## Palmarès
- Vainqueur de la Coupe Macaya en 1902 avec le FC Barcelone
- Vainqueur de la Copa Barcelona en 1904 avec le FC Barcelone
- Champion de Catalogne en 1905 avec le FC Barcelone